# ستور هلبرغ
ستور هلبرغ (بالسويدية: Sture Hållberg)‏ (11 يونيو 1917 – 8 يونيو 1988) هو ملاكم سويدي راحل، مثّل بلاده في الألعاب الأولمبية الصيفية 1936.

## روابط خارجية
ستور هلبرغ على موقع أوليمبيديا (الإنجليزية)
- ستور هلبرغ على موقع اللجنة الأولمبية السويدية (السويدية)